# Serie 5000 (metro municipal de Nagoya)
La Serie 5000 del Metro Municipal de Nagoya (名古屋市交通局5000形?) es un tren tipo EMU de Metro originalmente operado por el Buró de transporte de la ciudad de Nagoya en la Línea Higashiyama del Metro Municipal de Nagoya en Japón desde 1980 hasta 2015. En el año 2013 se vendieron 30 formaciones al Subterráneo de Buenos Aires para ser utilizados en la Línea C.

## Historia
Fueron construidas 23 formaciones entre 1980 y 1990, entrando en servicio la primera el 1 de julio de 1980. En la línea Higashiyama fueron los primeros en disponer de aire acondicionado.
En Nagoya, durante la hora punta, uno de los coches era designado como "Solo para mujeres" para reducir los acosos sexuales durante las horas congestionadas.
Fueron retirados paulatinamente de servicio entre 2010 y 2015, la uĺtima formación en prestar servicio, la H5114, fue despedida en un acto de homenaje.

### Subterráneo de Buenos Aires
En 2013, 30 coches o 5 formaciones, fueron vendidos al Subte de Buenos Aires por la corporación Marubeni por 16.697.240 de dólares, para dar servicio en la Línea C, junto a los Coches serie 200 del subte de Buenos Aires Los Nagoya 5000 fueron renovados en la planta de Osaka Sharyo Kogyo, donde se les renovaron los sistemas eléctricos y de frenado, provistos por las compañías Toyo Denki Seizo y Nabtesco respectivamente; para poder operar con pantógrafos y 1500Vcc en lugar de tercer riel y 600vcc originales.

#### Retirada temporal de servicio en el Subte
Las formaciones fueron apartadas de servicio en el 2019 porque se les encontró amianto en sus componentes, una sustancia cancerígena que fue prohibida en Argentina en el 2001.
Las mismas pasaron por un proceso de desasbestización y reparación general para devolverlas al servicio de la Línea C (funcionando solo la formación X y Q en horas pico y días hábiles).

## Composición
Las formaciones, se componen de seis coches con los siguientes arreglos:
| N° de Coche              | 1      | 2      | 3      | 4      | 5      | 6      |
| ------------------------ | ------ | ------ | ------ | ------ | ------ | ------ |
| Designación              | Rc1    | M2     | M1     | M1'    | M2'    | Rc2    |
| Numeración               | 5100   | 5200   | 5300   | 5400   | 5500   | 5600   |
| Peso (t)                 | 22.0   | 24.2   | 24.2   | 24.2   | 24.2   | 22.0   |
| Capacidad Total/sentados | 110/38 | 115/44 | 115/44 | 115/44 | 115/44 | 110/38 |

## Imágenes

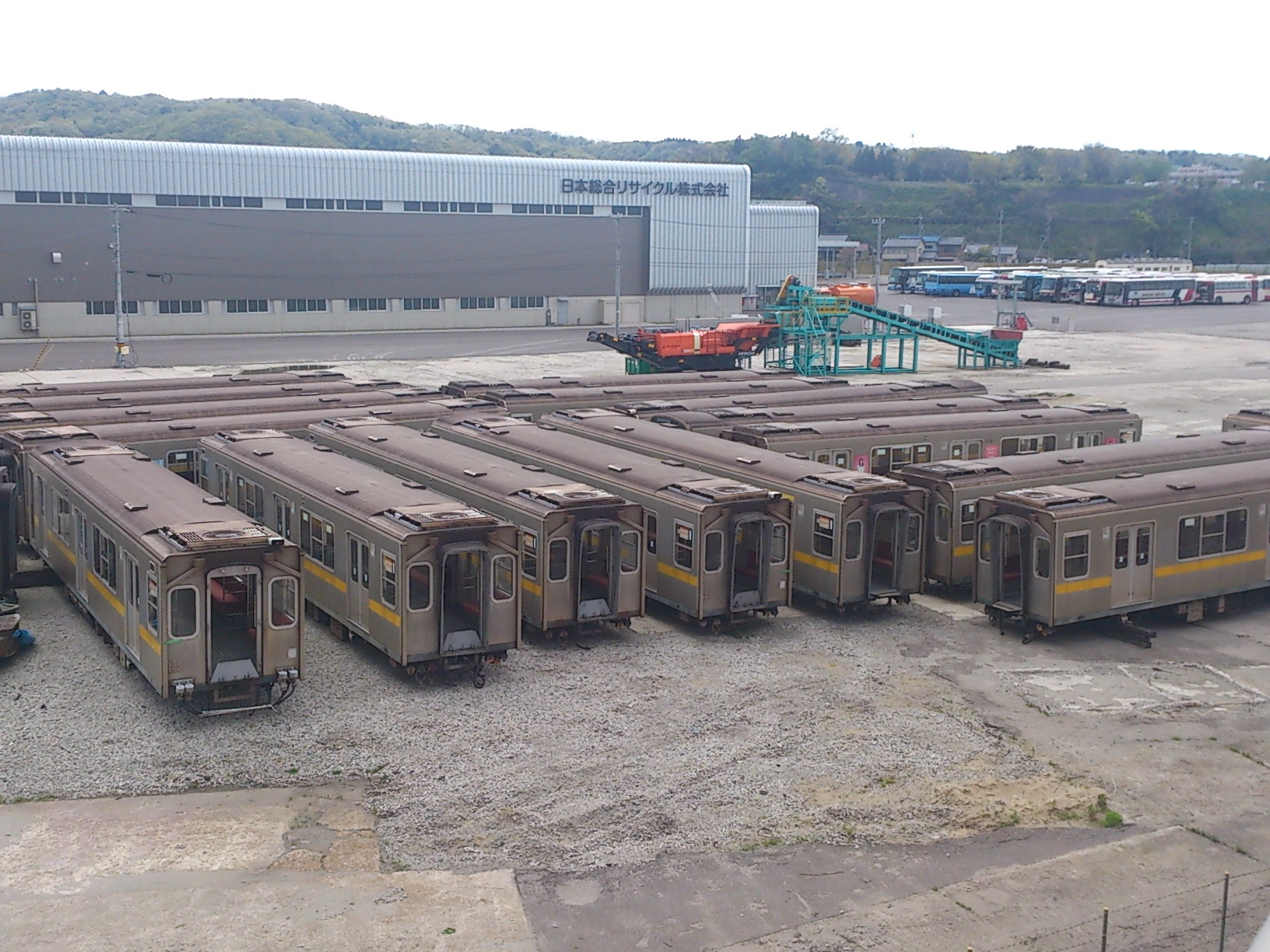
En espera de ser reciclados
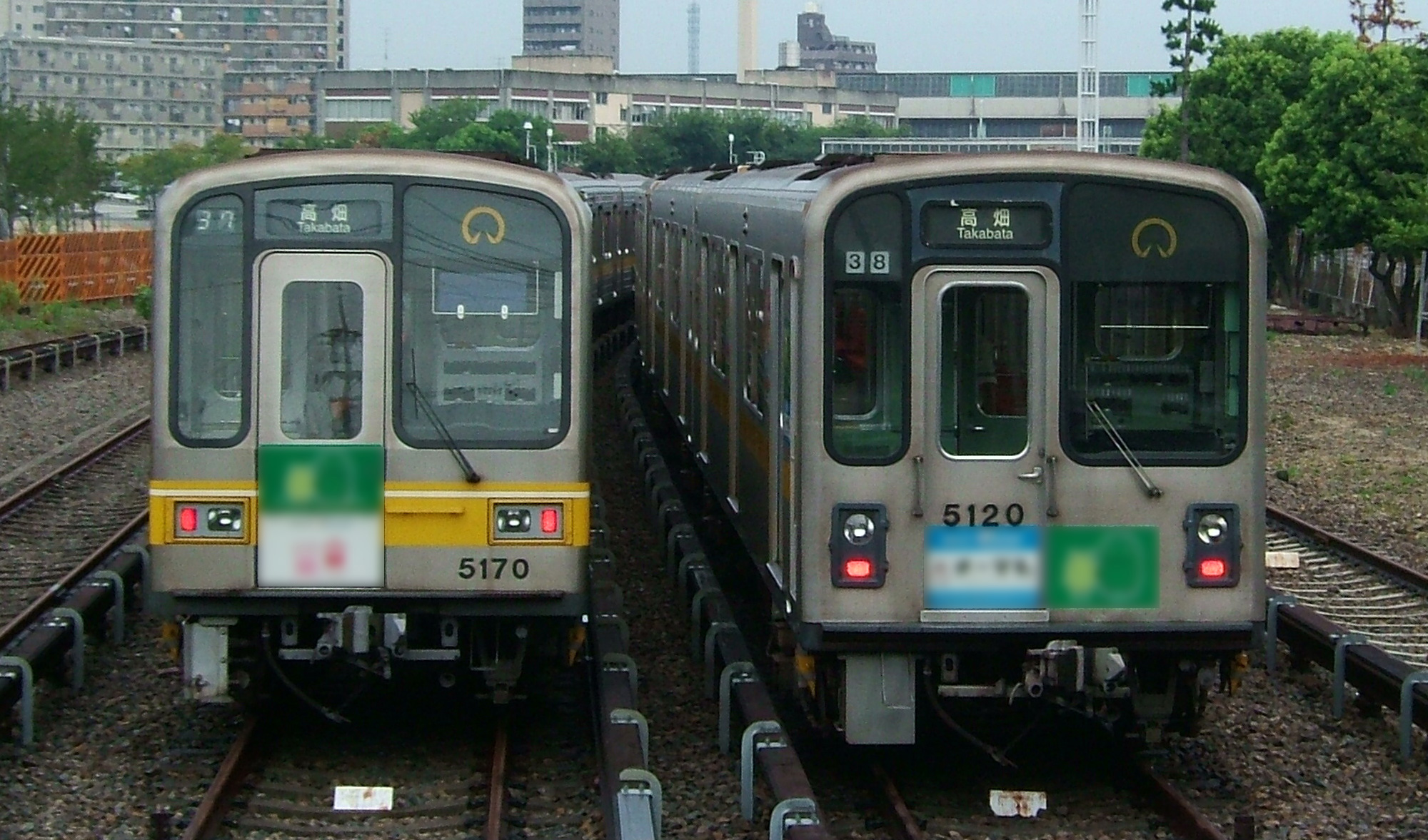
Series 5000 y 5050
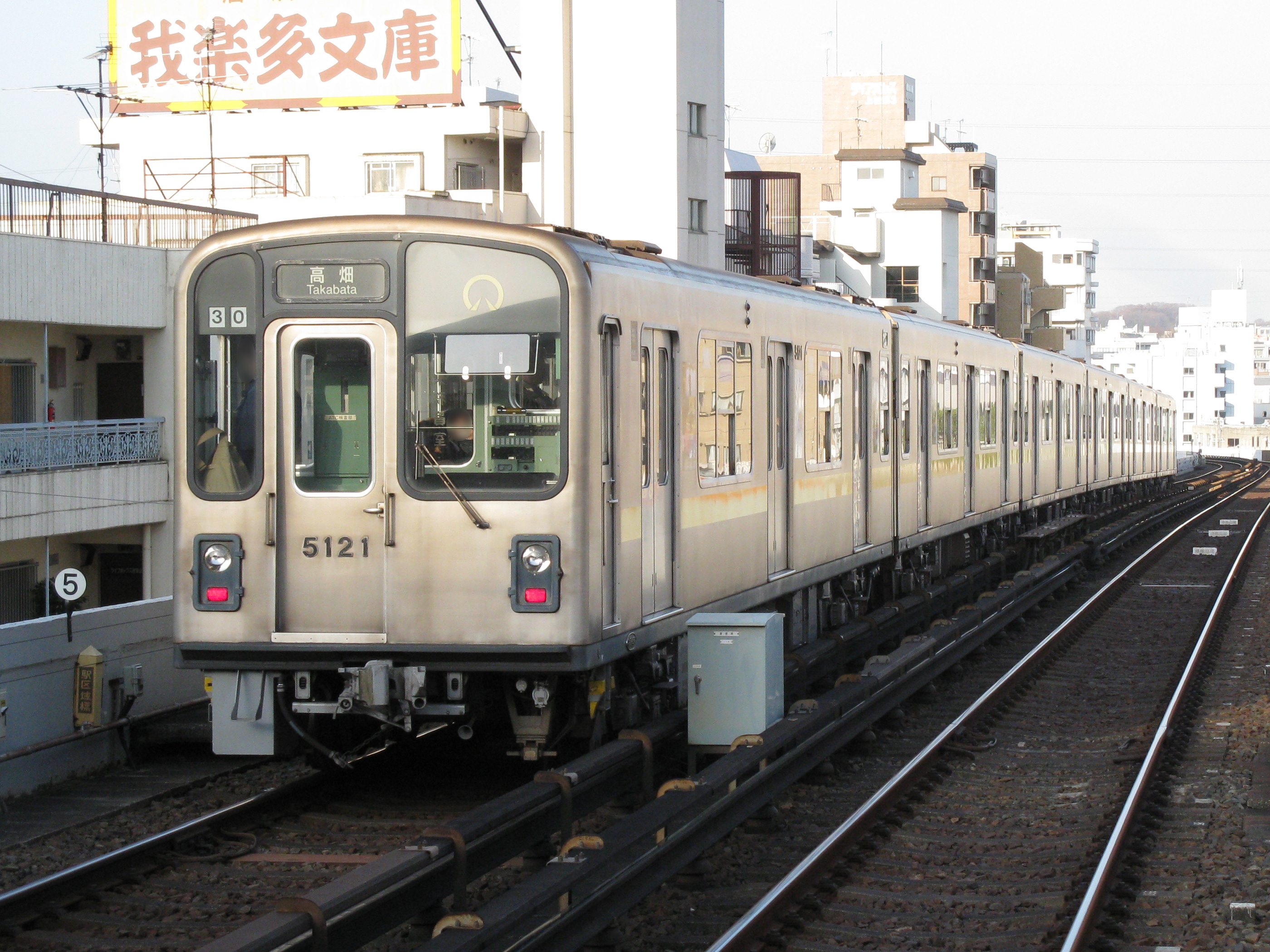
Arribando a una estación
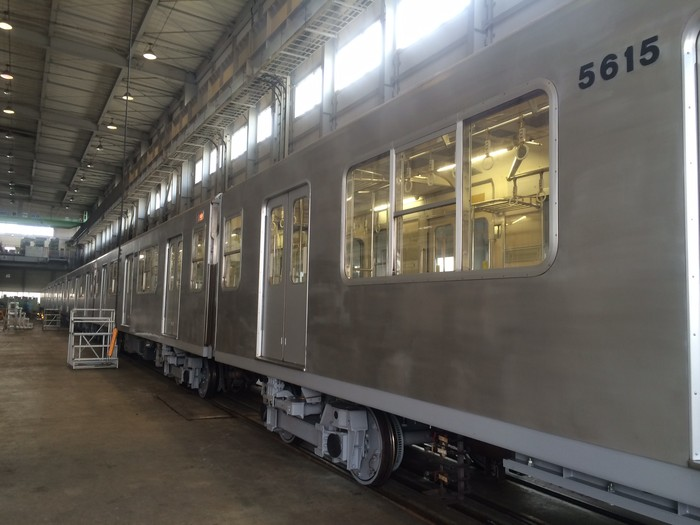
En los talleres Osaka Sharyo Kogyo
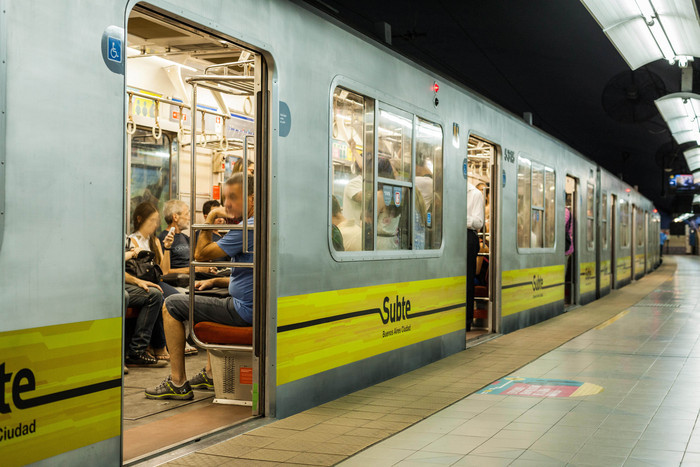
Nagoya 5000 en el Subterráneo de Buenos Aires
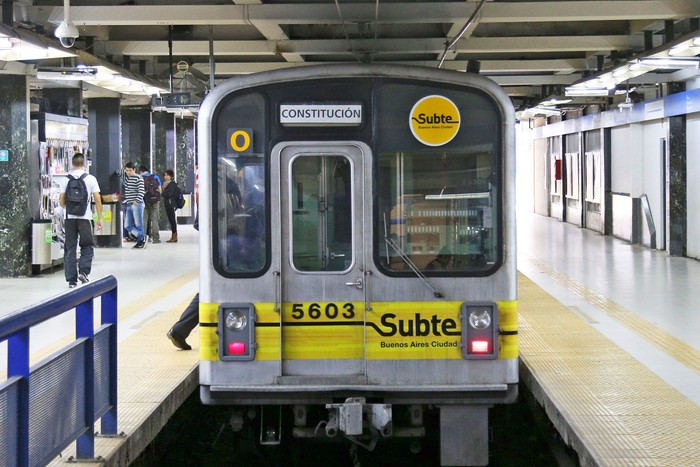
En la estación Constitución (subterráneo de Buenos Aires)